# Municipio de Walnut Grove (condado de Granville)
El municipio de Walnut Grove (en inglés: Walnut Grove Township) es un municipio ubicado en el  condado de Granville en el estado estadounidense de Carolina del Norte. En el año 2010 tenía una población de 2.373 habitantes.

## Geografía
El municipio de Walnut Grove se encuentra ubicado en las coordenadas 36°21′38.51″N 78°43′32.01″O / 36.3606972, -78.7255583.